# 제5편리호 침몰 사고
제5편리호 침몰 사고(第五便利號沈沒事故)는 1951년 7월 11일 부산 송도 앞바다에서 백여 명의 승객을 싣고 가던 선박이 침몰한 사고이다. 이 사고로 총 94명이 사망하였다.

## 사고 경위
1951년 7월 11일 오후 6시경 부산 충무동 부산제빙회사 앞 부두에서 출항하여 다대포로 향하던 다대포간순항선조합 소유의 17톤 규모의 제5편리호(第五便利號)가 6시 20분경 부산 암남동 혈정소 해상을 항해하던 중 침몰하였다.
수상 경찰서에서 구조대와 구호선이 현장에 출동하여 55명의 조난자를 구조하고 시신을 인양하였다. 7월 14일까지 총 15구의 시신을 인양하였으며, 14일 선체를 인양하였다. 선내에서 발견된 7명을 포함하여 도합 23명을 발견하였다고 보도되었다. 실종자 수색은 이후에도 계속되어 7월 18일까지 74구의 시신을 인양하였고, 36명이 행방불명되었다고 보도되었다.

## 원인 분석 및 논란
부산지검의 지휘하에 수사가 진행되었으며, 7월 27일 제5편리호의 전 선주와 부산해사국 직원 9명을 포함한 해사국 관계자를 증수점유이탈물횡령죄로, 현 선주 등 선박 승무원 9명에 대하여 선박관리법위반, 업무상과실치사 등 6개 죄목으로 지방 검찰청에 송치하였다.
동년 8월 8일 열린 국회조사결과보고에서 국회조사단은, 제5편리호는 총 중량 17톤에 선령 24년의 노후한 선박으로, 정원이 54명인데 1950년의 선박 검사시 91명으로 증원하였고, 출항 당시 170명의 승객을 태워 선장이 출범을 거절하였으나 선주와 승객이 강요하여 무리하게 출범하였다고 하였다. 국회조사단은 법적 근거에 의하여 그 주관 책임이 교통부 부산해사국에 있다고 보고하였다.

## 결과
부산수상경찰서의 조사 후 7월 27일 부산지방검찰청 김천수 검사는 전 해운업 선주 곽완순을 증뢰, 부산해사국 해무과장 김정준은 수뢰, 해무계장 김성렬은 수뢰, 다른 해무과 직원 역시 수뢰, 해사국장 이원찬은 수뢰 및 점유이탈물횡령, 현 선주 정석현은 증뢰, 교통부 기사 이종성은 수뢰, 기사 이일현은 수뢰, 교통부 기사 박맹언은 수뢰, 이미 인천해사국으로 인사발령난 해사국 기사 이경득은 수뢰로 기소했다. 이 중 이경득은 기소중지, 나머지는 기소이되 이원찬은 불구속 기소로 하였다.
선박의 소유주인 다대매일선조합 선주 김정호는 선박관리법조선감찰규칙, 선박안전법 왕래방해 등 위반, 업무상 과실치사, 선주 윤타전, 선주 박종만 등은 기소유예, 선장 김순효는 조선선감찰규칙, 선박안전법 위반, 항취체규칙 왕래방해 등 업무상과실치사, 기관장 임월봉은 왕래방해 위반, 업무상 과실치사, 기관조수 정예준, 갑판장 이행두, 갑판원 김윤식, 갑판원 정구용 등도 왕래방해 위반, 업무상 과실치사가 적용되고, 정예준만 불구속 기소, 나머지 선주 및 선박관련자들은 구속기소되었다.
감찰위원회는 8월 8일부로 해무과장 김정준 외 해무과 직원 6명, 부산해사국장 이원찬, 교통부 직원 2명을 파면을 의결하였다. 8월 11일 이들은 파면되었다.